# Tiszaalpár
Tiszaalpár je veliko selo u središnjoj Mađarskoj.
Zauzima površinu od 91,13 km četvornih.

## Zemljopisni položaj
Nalazi se u regiji Južni Alföld, na 46°49' sjeverne zemljopisne širine i 19°59' istočne zemljopisne dužine. 

## Upravna organizacija
Upravno pripada kiškunfeleđhaskoj mikroregiji u Bačko-kiškunskoj županiji. Poštanski broj je 6006.

## Stanovništvo
U Tiszaalpáru živi 5179 stanovnika (2005.). 
U ovom gradu se nalazi rekonstrukcija Árpádovog logora i zemljana gradina (motte, mađ. földvár).

## Vanjske poveznice
- (mađ.) Tiszaalpár a Vendégvárón  Arhivirana inačica izvorne stranice od 3. ožujka 2007. (Wayback Machine)
- (mađ.) Tiszaalpár Nagyközség honlapja
- (mađ.) Légifotók Tiszaalpárról